# Friern Barnet
Friern Barnet  è una zona di Barnet, North London. Si tratta di un'area urbana a 11,9 km a nord di Charing Cross. Il centro di Friern Barnet è formato dalla trafficata intersezione di Colney Hatch Lane (che corre da nord a sud), Woodhouse Road (che porta il traffico verso ovest in direzione North Finchley) e Friern Barnet Road (che va ad est verso New Southgate).
La prima parte del suo nome deriva del francese per "fratello" e si riferisce alla giurisdizione medievale degli Cavalieri Ospitalieri.